# Savannah Film Festival
El Savannah Film Festival (SCAD) —Festival de Cine de Savannah—  es un festival de cine universitario anual que se celebra en Savannah, Georgia, cada año, con más de 60.000 invitados para una celebración de ocho días de excelencia cinematográfica y creatividad. Cada mes de octubre, SCAD transforma Savannah en un paraíso para los amantes del cine, presentando proyecciones de películas en competencia, estrenos de gala, proyecciones especiales, talleres y paneles con invitados elogiados de la industria, profesionales galardonados y estudiantes cineastas emergentes.
La serie de competencias del SCAD Savannah Film Festival presenta lo mejor del cine independiente. Mostrando creatividad cinematográfica que abarca desde convincentes largometrajes narrativos y documentales hasta innovadores cortometrajes internacionales, la búsqueda continua del festival de destacar la excelencia en la realización cinematográfica da como resultado una experiencia diversa y enriquecedora cada año. 
Los jueces son periodistas, productores y ejecutivos con experiencia en la industria y buen ojo para lo mejor del cine.
En 2022, el Festival de Cine SCAD Savannah celebró 25 años dando la bienvenida a películas aclamadas e invitados ilustres en la Ciudad Anfitriona del Sur. Desde el inicio del festival hasta el día de hoy, el Festival de Cine SCAD Savannah ha conectado a estudiantes de cine y entusiastas del cine con actores, directores, expertos de la industria y el talento responsable de las películas más comentadas del año.

## Invitados de Honor

### Más relevantes
- Kevin Bacon (2023) Outstanding Achievement in Entertainment Award [3]
- Nicholas Hoult (2022) Vanguard Award[3]
- Ron Howard (2022) Lifetime Achievement in Directing Award[3]
- Eddie Redmayne (2022) Virtuoso Award[3]
- Kenneth Branagh (2021) Lifetime Achievement in Acting and Directing Award[3]
- Adrien Brody (2021) Vanguard Award[3]
- Samuel L. Jackson (2020) Legend of Cinema Award[3]
- Hugh Jackman (2018) Legend of Cinema Award[3]
- Richard Gere (2017) Lifetime Achievement Award[3]
- Jeremy Irons (2013) Lifetime Achievement Award[3]
- Liam Neeson (2010) Outstanding Achievement in Cinema Award[3]
- Woody Harrelson (2009) Lifetime Achievement Award [3]